# Трофимов, Владимир Онуфриевич
Владимир Онуфриевич Трофимов (5 [17] августа 1860 — 20 декабря 1924) — генерал-лейтенант Русской императорской армии. Участник Первой мировой войны и Гражданской войны в России. После Октябрьской революции присоединился к Белому движению. Кавалер ордена Святого Георгия 4-й степени и Георгиевского оружия. С 1905 по 1906 годы был губернатором Черноморской губернии.

## Биография
Владимир Онуфриевич Трофимов родился 5 августа 1860 года. По вероисповеданию был православным. Образование получил на дому.
1 сентября 1878 года вступил на службу в Русскую императорскую армию юнкером во 2-е военное Константиновское училище, которое окончил 8 августа 1880 года с производством в прапорщики и назначением в 21-ю артиллерийскую бригаду. В подпоручики произведён со старшинством с 24 октября 1881 года, в поручики — с 8 августа 1885 года. Более года состоял адъютантом управления 21-й артиллерийской бригады. В 1883 году поступил и в 1886 году окончил Николаевскую академию Генерального штаба по 1-му разряду, 21 марта 1886 года произведён в штабс-капитаны и причислен к Генеральному штабу. Некоторое время состоял при Кавказском военном округе. 30 мая 1887 года переведён в Генеральный штаб и назначен старшим адъютантом штаба 14-й пехотной дивизии.
24 апреля 1888 года произведён в капитаны и 10 сентября того же года назначен помощником старшего адъютанта штаба Казанского военного округа. Во время службы в Казани подготовил доклад, вышедший отдельным изданием, об осаде и взятии Казани русскими войсками в 1552 году. С 15 сентября 1890 года по 15 сентября 1891 года отбывал цензовое командование ротой в Ветлужском резервном пехотном батальоне. 1 февраля 1893 года назначен исправляющим должность старшего адъютанта штаба Кавказского военного округа, а 28 марта того же года произведён в подполковники и утверждён в должности. 13 апреля 1897 года «за отличие по службе» произведён в полковники.
31 мая 1899 года назначен вице-директором канцелярии главноначальствующего гражданской частью на Кавказе, а с 5 мая 1902 года исправлял должность директора этой канцелярии. 6 апреля 1903 года «за отличие по службе» произведён в генерал-майоры с зачислением по Генеральному штабу (с установленным позже старшинством с 17 апреля 1905 года) и утверждён в должности директора канцелярии. 10 мая 1905 года назначен губернатором Черноморской губернии. Пробыл на этом посту недолго и 2 октября 1906 года назначен командиром 1-й бригады 7-й Восточно-Сибирской (с 1910 года — 7-й Сибирской) стрелковой дивизии. 14 января 1914 года переведён на должность командира 2-й бригады той же дивизии.
Принял участие в Первой мировой войне. 19 июля 1914 года назначен командующим разворачиваемой по мобилизации 12-й Сибирской стрелковой дивизией, но уже 8 августа того же года назначен командующим 7-й Сибирской стрелковой дивизией, входившей в состав 3-го Сибирского армейского корпуса. 30 сентября 1914 года «за отличие по службе» произведён в генерал-лейтенанты, со старшинством с 19 июля 1914 года и утверждён в должности начальника дивизии. Во главе дивизии участвовал в сдерживании наступления противника в Восточной Пруссии осенью 1914 года, зимой 1915 года — в Августовской операции. За свои отличия в боях приказами главнокомандующего армиями Северо-Западного фронта, Высочайше утверждёнными 21 мая и 21 июня 1915 года, награждён Георгиевским оружием и орденом Святого Георгия 4-й степени. 25 апреля 1915 года получил под своё командование 3-й Сибирский армейский корпус, во главе которого находился следующие два года. В марте 1916 года участвовал в наступлении у южного берега озера Нарочь. После Февральской революции, 6 апреля 1917 года, отчислен от должности и назначен состоять в резерве чинов при штабе Минского военного округа. 1 августа того же года Владимир Онуфриевич Трофимов уволен со службы «по болезни» с мундиром и пенсией.
После Октябрьской революции Трофимов присоединился к Белому движению, служил в рядах Вооружённых сил Юга России и в Русской армии Врангеля. После поражения Русской армии эвакуировался из Севастополя на транспорте «Корнилов». В эмиграции проживал в Югославии, состоял членом Общества офицеров Генерального штаба. Скончался 20 декабря 1924 года в городе Донья-Лендава.

## Семья
Владимир Онуфриевич Трофимов был женат на Лидии Дмитриевне и имел шестерых детей: Вадима, Александра, Юрия, Наталью, Ирину и Татьяну.
Вадим Владимирович Трофимов родился в 1887 году в Кишинёве, в 1907 году окончил Елисаветградское кавалерийское училище, служил в 5-м уланском Литовском полку, ротмистр. После Октябрьской революции остался в России, в 1922—1924 годах преподавал в Московской кавалерийской школе. В дальнейшем работал экономистом-статистиком в Госплане СССР. 28 июля 1930 года арестован по обвинению «в организационной деятельности по подготовке контрреволюционных преступлений», 23 октября коллегией ОГПУ приговорён к высшей мере наказания, расстрелян 28 октября 1930 года, реабилитирован 16 января 1989 года. Похоронен на Ваганьковском кладбище (Москва).
Наталья Владимировна Трофимова родилась в 1892 году в Казани, замужем за юристом Борисом Ильичём Тоцким. После Октябрьской революции осталась в России, жила в Москве. В 1936 году арестована за «контрреволюционную агитацию», 25 декабря 1937 года тройкой при УНКВД по Дальстрою приговорена к высшей мере наказания, расстреляна 2 января 1938 года в Магадане, реабилитирована 8 апреля 1981 года.
Татьяна Владимировна Трофимова родилась в 1908 году в Иркутске, замужем за бароном Юрием Платоновичем фон-дер-Паленом, умерла в 1981 году в Брюсселе.

## Награды
Владимир Онуфриевич Трофимов был удостоен следующих наград:
Российская империя:
- Орден Святого Георгия 4-й степени (утверждён 21 июня 1915)
— «за то, что 2-го февраля 1915 года, приняв командование над всеми частями 3-го Сибирского, 26-го армейского корпусов и 28-й дивизии, находившихся в трудном положении при отступлении от гор. Августова, выдержал бой с превосходными силами противника, вывел войска на указанные ранее позиции и выручил их от грозившей им опасности»[14];
- Орден Белого орла (26 мая 1915);
- Георгиевское оружие (утверждено 21 мая 1915)
— «за то, что в бою 18-го сентября 1914 года на шоссе Августов — Сувалки, начальствуя 2½ полками с артиллерией, при переходе противника в превосходных силах в наступление, находясь в боевой линии войск, отразил все атаки и не оставил позиции, чем способствовал его поражению в последующие дни 20-го и 21-го сентября»[15];
- Орден Святого Владимира 2-й степени с мечами (3 апреля 1915);
- Орден Святой Анны 1-й степени с мечами (26 февраля 1915);
- Орден Святого Станислава 1-й степени (6 декабря 1908);
- орден Святого Владимира 3-й степени (17 апреля 1905);
- орден Святого Владимира 4-й степени (1 января 1901);
- орден Святого Станислава 2-й степени (1896);
- орден Святой Анны 3-й степени (1894);
- орден Святого Станислава 3-й степени (1890).

Иностранные:
- Орден Спасителя 2-й степени (Королевство Греция, 1901);
- Орден Льва и Солнца 2-й степени (Персия, 1901);
- Орден Благородной Бухары 2-й степени (Бухарский эмират, 1898).